# Klubbang!
A Klubbang! a C.A.F.B. együttes 1999-ben megjelent kiadványa. Az anyag többségében a zenekar 1993-1998 közötti időszakának demonstrációs (demó) felvételeit és egy élő koncert néhány dalát tartalmazza. Ennek az albumnak a munkálatai után szakított Horniak Zoltán a zenekarral és csak megközelítőleg egy évtized elteltével csatlakozott újra, az időközben lecserélődött tagsággal dolgozó együtteshez.A "Klubbang!" az eddigi utolsó anyag, amin Horniák Zoltán billentyűs és Szakácsi Gábor együtt dolgozott.

## A Klubbang!
Az album egy gyűjtemény amely az előzőleg kiadatlan zenei szerzemények mellett, a B.R.F.K. című dal 1993-ban rögzített változatát, a "Ki vagy rúgva" és a "Mi lesz holnap?" című számok stúdiófelvételeit is tartalmazta.

### Album és életérzés
A "Klubbang!' tartalmaz számottevő mennyiségű billentyűs hangszerekkel rögzített dalt.A punk műfajban főleg "háttér" hangszerként használt billentyű, a C.A.F.B. e hanghordozóján, a hangzás előterében kapott helyet. A szerzemények között vannak olyan elektro típusú dalok, mint a "Végszó" vagy az "Elmentem", ami igen messze áll az együttes műfajának határaitól.Az említett szerzemények hangzása inkább olyan, a korszak (kilencvenes évek) kedvelt előadóinak hangvételére hasonlít mint a Trainspotting című film zenei repertoárjából ismert, Underworld. Az ilyen dalok hangzásában előkerülő "életérzés" feltehetően az akkori időszakban sötét korszakát élő együttes világát idézi, ami a billentyűs, Horniák Zoltán zenekarral való szakításával érte el mélypontjának első állomását. A később öngyilkossági kísérletet is elkövető C.A.F.B. tag Horniák, Szakácsi Gábor közreműködésével komponálta az "Elmentem", "Végszó" és a "Coffeshop" című, erősen depressziós hangulatú (enyhén az angol Portishead együttesre emlékeztető) dalait.

### Demó felvételek
A "Klubbang!' album zenei tartalma miatt nevezhető "B oldalak" típusú válogatásnak. A megnevezés ismertebb előadók, a médiákba be nem került, kevésbé ismert, vagy egyszerűen a lemezfelvételek után, a végtermékről (Nagylemez) "lemaradt" szerzemények gyűjteményét jelenti.Az itt említett C.A.F.B. hanghordozón megtalálható, a később "slágerré" vált (évek múltán több változatban is napvilágot látott) "Budapest" és az 1997-es Zanza albumon megjelent "Vezess új útra" című dal korai demó felvétele is. A "Vezess új útra" szerzemény, mint "Lucifer" került erre az hanghordozóra.

### A koncertfelvételek
Az elhangzó szerzemények között megtalálható a Zanza és a Minden-ható néhány ismertebb dala. A borítón található információ szerint, a koncertfelvétel utómunkálatok nélkül került erre az anyagra (Megőrizve ezzel autentikus hangzását).
A művész nem tüntette fel az élő hangfelvétel részleteire vonatkozó információkat, a "Klubbang!" borítóján.

## Dalok
1. Ki vagy rúgva
2. Mi lesz holnap?
3. Áj Lave Jeou
4. Lucifer
5. Budapest
6. B.R.F.K.
7. Coffeshop
8. Végszó
9. Elmentem
10. Fekszel a porban
11. Kevesebb vagyok Jézusnál
12. Nem hagyom el!
13. Őszi kávé
14. Elég
15. Engedj be!
16. Nő vagy csak nő
17. Elítélt
18. Bérgyilkos

## Közreműködők
- Szakácsi Gábor
- Sütő Lajos
- Urbán László
- Horniák Zoltán
- Szita Mihály † (B.R.F.K. dal)
- Oláh Immánuel (B.R.F.K. dal)

### További stáb
(Ahogy az album borítójában található)
- Szövegek-Szakácsi Gábor, Sütő Lajos
- Fotográfia-Bognár Szilvia, Izsák Mária